# Karkh
Karkh fou el nom d'algunes ciutat fortificades de l'Iraq i Síria, al temps del califat, nom agafat de la paraula aramea karka que precisament vol dir ‘vila fortificada’. Hi va haver unes quantes que van portar aquest nom i per distingir les unes de les altres s'acompanya el nom de la ciutat més propera.
Les principals foren:
- al-Karkh de Bagdad
- al-Karkh de Samarra